# آدریان فون مینسیخت
آدریان فون مینسیخت (۱۶۰۳–۱۶۳۸) کیمیاگر، پزشک و شیمیدان آلمانی بود. او بیشتر به خاطر اثر تمثیلی بازگشت دوران طلایی شناخته شده‌است.
او با نام مستعار هنریکوس ماداتانوس نیز آثارش را منتشر می‌کرد که مربوط به سال ۱۶۲۱ می‌شود.